# Genevieve Buechner
Genevieve Sterling Buechner (Edmonton, 10 novembre 1991) è un'attrice canadese.

## Biografia
Figlia di Tea, ragazza madre, cresce con il patrigno, il musicista Geoff Berner. Una volta a Vancouver, segue un mini-corso di recitazione al Vancouver Youth Theatre, divenendo il membro più giovane. Fa diversi spettacoli per i teatri di Vancouver, ricevendo anche nomination a diversi premi.
A 9 anni recita nel suo primo film, Saint Monica.
È stata candidata agli Young Artist Awards 2005 per la "Miglior performance in un Film TV, Miniserie o Special - Giovane attrice non protagonista" per il ruolo in Peccati di famiglia (Family Sins).
Nel 2009-2010 ricopre il ruolo ricorrente di Tamara Adamo (Adama in originale) in Caprica. Nel 2014-2016 interpreta Fox, personaggio secondario di The 100. Nel 2015 entra nella serie Unreal con il ruolo di Madison, inizialmente ricorrente e poi principale.

## Filmografia
- Saint Monica, regia di Terrance Odette (2002)
- The Final Cut, regia di Omar Naim (2004)
- Peccati di famiglia (Family Sins), regia di Graeme Clifford (2004)
- Bob - Un maggiordomo tutto fare (Bob the Butler), regia di Gary Sinyor (2005)
- Jennifer's Body, regia di Karyn Kusama (2009)
- Judas Kiss, regia di J. T. Tepnapa (2011)
- Resta anche domani (If I Stay), regia di R. J. Cutler (2014)

### Televisione
- 4400 (The 4400) – serie TV, 2 episodi (2004–2005)
- Supernatural – serie TV, 2 episodi (2005-2018)
- Caprica – serie TV, 6 episodi (2009–2010)
- Bond of Silence, regia di Peter Werner – film TV (2010)
- Fringe – serie TV, 1 episodio (2010)
- Emily Owens, M.D. – serie TV, 1 episodio (2012)
- The 100 – serie TV, 12 episodi (2014–2016)
- Unreal – serie TV (2015-2018)
- Il ragazzo dei miei sogni (The Dating List), regia di David I. Strasser – film TV (2019)

### Videogiochi
- Resident Evil 4 Remake

## Doppiatrici italiane
Nelle versioni in italiano dei suoi film e videogiochii Genevieve Buechner è stata doppiata da:
- Lavinia Paladino in Il ragazzo dei miei sogni
- Benedetta Gravina in Caprica
- Laura Cherubelli in Resident Evil 4 Remake [9]